# Dragon Ball: Origins
Dragon Ball: Origins, conocido en Japón como Dragon Ball DS  (ドラゴンボールDS  Doragon Bōru Dī Esu?), es un videojuego de acción y aventuras desarrollado por Game Republic para Nintendo DS. El juego fue distribuido por Namco Bandai, bajo el sello de Bandai, tanto en Japón como en Europa, mientras que en Estados Unidos fue distribuido por Konami. El juego llegó al mercado el 18 de septiembre de 2008 en Japón, el 4 de noviembre de 2008 en Estados Unidos, el 5 de diciembre de 2008 en Europa y el 16 de diciembre del mismo año en Australia.

## Resumen
Dragon Ball: Origins es un videojuego basado en los comienzos (u orígenes) del manga y anime de Dragon Ball, serie creada por Akira Toriyama. El juego abarca desde el encuentro entre Son Goku y Bulma al principio de la aventura hasta el primer torneo de artes marciales, pasando por la búsqueda de las bolas mágicas del dragón y el enfrentamiento contra el villano Pilaf y sus compinches.

## Jugabilidad
La jugabilidad de Dragon Ball: Origins se basa primordialmente en el uso del stylus para guiar al personaje e interactuar con él a lo largo del juego, similar al visto anteriormente en The Legend of Zelda: Phantom Hourglass. Los jugadores deben hacer uso de las capacidades del lápiz óptico y la pantalla táctil. Los movimientos de Goku están controlados por el lápiz óptico, mas no se limitan a él, ya que los jugadores también pueden hacer uso del botón direccional. Los jugadores pueden usar sus puntos de habilidad para mejorar sus niveles y mejorar el rendimiento en combate.

## Crítica
Dragon Ball: Origins ha tenido una muy buena crítica por lo general, habiendo sido puntuado con un 81 por Metacritic y con un 82% por Gamerankings.